# Wałsnów (gromada)
Wałsnów – dawna gromada, czyli najmniejsza jednostka podziału terytorialnego Polskiej Rzeczypospolitej Ludowej w latach 1954–1972.
Gromady, z gromadzkimi radami narodowymi (GRN) jako organami władzy najniższego stopnia na wsi, funkcjonowały od reformy reorganizującej administrację wiejską przeprowadzonej jesienią 1954 do momentu ich zniesienia z dniem 1 stycznia 1973, tym samym wypierając organizację gminną w latach 1954–1972.
Gromadę Wałsnów siedzibą GRN w Wałsnowie utworzono – jako jedną z 8759 gromad na obszarze Polski – w powiecie radomskim w woj. kieleckim, na mocy uchwały nr 13i/54 WRN w Kielcach z dnia 29 września 1954. W skład jednostki weszły obszary dotychczasowych gromad Wałsnów i Dobrut oraz kolonia Kuźnia z dotychczasowej gromady Kuźnia ze zniesionej gminy Orońsko oraz obszary dotychczasowych gromad Bąków i Ciepła ze zniesionej gminy Szydłowiec w tymże powiecie.
1 października 1954 gromada weszła w skład nowo utworzonego powiatu szydłowieckiego w tymże województwie, gdzie ustalono dla niej 12 członków gromadzkiej rady narodowej.
31 grudnia 1959 do gromady Wałsnów przyłączono wieś Kuźnia i kolonię Śniadków Las ze zniesionej gromady Wola Lipieniecka.
31 grudnia 1961 gromadę zniesiono, a jej obszar włączono do gromad Orońsko (wsie Dobrut i Bąków oraz kolonie Fabianów, Krzmionka, Dobrut, Bąków i Śniadków Las) i Jastrząb (wieś i kolonię Kuźnia) oraz do znoszonej gromady Chronów (wieś Ciepła) w tymże powiecie.